# رحمت‌الله الکیراناوی
رحمت‌الله هندی نویسنده و دانشمند شهیر هندی قرن سیزدهم قمری است.

## زندگی
رحمت‌الله در سال ۱۲۳۳قمری در هند زاده شد. تحصیلات دینی را از محضر اساتید پی گرفت و در دانش‌های مختلف مطالب بسیار آموخت. وی مسافرت‌هایی هم داشت و عاقبت در سال ۱۳۰۸ قمری درگذشت و در مکه دفن گشت. میر حامدحسین هندی دانشمند مشهور از معاصران وی است.

## آثار
از هندی آثار بسیاری بر جای مانده است ولی از همه مشهور تر کتاب اظهار الحق است. این کتاب بارها چاپ شده است.